# Pierre-Étienne de Marin de Montmarin
Pour les articles homonymes, voir Famille Marin de Montmarin.
Pierre-Étienne de Marin de Montmarin, né le 15 novembre 1778 et mort le 20 janvier 1821, est un capitaine de cavalerie français. 

## Biographie
Issu d'une famille bourguignonne installée dans le Vendômois, il émigre avec son père, Pierre-Palamède de Marin de Montmarin (1739-1831) marié à Marie-Louise d'Alès au mois de novembre 1791, et se trouve assiégé à Maastricht (1793) par les troupes de la République dirigées par Francisco de Miranda, lui-même étant sous les ordres de Jean Thérèse de Beaumont d'Autichamp. En 1795, il entre dans le régiment du maréchal de Broglie à la solde de l'Angleterre avant de rejoindre l'armée du duc de Bourbon.

## Descendance
Il épouse le 15 avril 1806, Marie-Anne François de Meule. Ses quatre fils intègrent La Flèche. Achille de Rochambeau raconte en 1889, qu'en 1830, les héritiers de Charles-Philippe Mesnage vendent le château des Radrets à son épouse. Le château de Montmarin se trouve à Sargé-sur-Braye dans le Vendômois . Son fils, Édouard de Marin de Montmarin (1810-1897) devient camérier secret du pape Léon XIII. Il est l’aïeul de la présentatrice TV Daphné Bürki.

## Récompenses militaires
- Chevalier de l'ordre royal et militaire de Saint-Louis[6]

## Sources
- Jean-Baptiste-Pierre-Jullien Courcelle, Histoire généalogique et héraldique des Pairs de France..., vol. 4,  p. 19, Paris, 1824